# René Mücher
René Mücher (Genk, 9 september 1950) is een Nederlands voormalig voetballer die als aanvaller speelde.
Mücher speelde zijn gehele loopbaan in België. Hij brak door bij Waterschei SV Thor (1969-1974) voor hij naar K. Beerschot VAV ging (1974-1981). Hij speelde aansluitend tot 1986 bij AA Gent voor hij op lager niveau bij SV Bornem ging spelen waar hij tevens trainer was (1986-1989). Hierna speelde hij nog voor FC Le Lorrain Arlon (tot 1992) en FC Vorst, Ninove en Meerhof. Hij trainde kortstondig KFC Duffel. Ook zijn zoon Johan werd voetballer en speelde onder meer zes seizoenen voor Antwerp FC.

## Erelijst
- Beker van België: 1979, 1984
- Topschutter derde klasse A 1973-1974